# Traventhal
Traventhal là một đô thị ở huyện Segeberg, bang Schleswig-Holstein Segeberg, ở bang Schleswig-Holstein, Đức. Đô thị Traventhal có diện tích 5,37 km², dân số thời điểm ngày 31 tháng 12 năm 2006 là 530 người. Hòa ước Travendal được ký ở đây năm 1700.